# 諾利托
曼努埃爾·阿古多·杜蘭（西班牙語：Manuel Agudo Durán，發音：[maˈnwel aˈɣuðo ðuˈɾan]；1986年10月15日—），通称諾利托（西班牙語：Nolito，發音：[noˈlito]），是一位西班牙足球運動員，在場上的位置是左側鋒或前鋒。現時為自由球員。

## 生涯
2014年11月，諾利托首次代表西班牙國家足球隊出場。
2015-16賽季大爆發，成為各豪門爭相追捧的球星，但加盟曼城後因為年齡與球商因素表現不佳邊緣化，黯然返回西甲球隊踢球。

## 技術風格
身為拉瑪西亞青訓出品的球員，諾利托有非常不錯的盤球技術，頻頻在場上施展馬塞迴旋過人；雖然目前司職邊鋒但由於早年曾任前鋒的關係，目前打法仍然非常傾向前鋒而不像邊鋒，喜愛內切射門而較少傳球，所以偶有黏球自幹的批評聲浪出現。

## 榮譽

### 球會
塞維利亞
- 欧足联欧洲联赛冠軍：2019-20賽季

## 外部連結
- Soccerway資料庫：諾利托